# Gerard Falls
Die Gerard Falls sind ein Wasserfall in der Region Canterbury auf der Südinsel Neuseelands. In den westlichen Ausläufern der Black Range in den Neuseeländischen Alpen liegt er östlich des 2116 m hohen Mount Speight im Lauf eines namenlosen Zulaufs des Greenslaw Creek, der seinerseits in nordöstlicher Fließrichtung in den Waimakariri River mündet. Seine Fallhöhe beträgt etwa 420 Meter.